# 西奈弥羽黒神社
西奈彌羽黒神社（せなみはぐろじんじゃ）は、新潟県村上市羽黒町にある神社。同市瀬波浜町の西奈彌神社とともに、式内社「越後国磐船郡 西奈彌神社」の論社である。旧社格は県社。当地では単に羽黒神社と呼ばれる。
元々の祭神は奈都比売大神で、その後に出羽三山から分祀された倉稲魂命と月読命も主祭神とされる。この三神をもって江戸時代には羽黒三所権現と称していた。奈津比売神は素盞嗚命の孫の羽戸山命の子であり、当地を開拓した神であると伝えられる。

## 歴史
持統天皇元年（687年）の創建と伝わっている。元々は西奈彌山の頂上にあったものである。
天正年間、当地を治めていた本庄繁長は、出羽庄内の大宝寺氏を救援するため、最上氏・東禅寺氏（大宝寺氏家臣）と対戦関係になった。繁長は出羽三山のひとつ出羽神社に願をかけたところ見事敵をやぶった。このことから繁長は出羽神社の神を分祀して当社に合祀し、当社を総鎮守とした。その後村上忠勝のとき、社地は西奈弥山頂上からその中腹へと移った。
本庄氏から堀氏へと統治者が変っても同じく崇敬された。堀直寄は村上城の改築を行い、三層の天守が作られたが、天守の上からは当社を見下ろすことになってしまい恐れ多いとして、寛永10年（1632年）、現在地に社殿を造営して遷座した。このときより当社は名を羽黒三所権現と変えた。遷座の日は旧暦6月7日で、以降この日が例祭日とされ、明治の太陽暦採用以後は月遅れの7月7日とされた。
明治3年（1870年）に現在の名称に改称され、明治27年（1894年）郷社に、昭和3年（1928年）には県社に列した。

## 主な年中行事
- 7月7日 - 村上大祭

## 現地情報
村上市街南部、山居山の中腹に立地する。
交通アクセス
- 村上市まちなか循環バス 「羽黒町」バス停より徒歩約3分